# Tic Tac Clock
Tic Tac Clock – szósty i ostatni singel polskiego piosenkarza Michała Szpaka promujący debiutancki album studyjny artysty Byle być sobą, który miał swoją premierę 16 stycznia 2017 roku. Utwór skomponował John Nor, a tekst napisała Mia Ottis.
Singel artysty opowiada o próbie ucieczki od niekorzystnej miłości. Już od dłuższego czasu wokalista boryka się z poważnymi problemami w partnerskiej relacji.

## Historia utworu

### Geneza
Utwór skomponował John Nor, a tekst napisała Mia Ottis. Singel został wydany w formacie digital download 23 października 2015 roku. Piosenka została wydana jako singiel zapowiadający debiutancki album studyjny artysty pt. Byle być sobą, którego premiera odbyła się 13 listopada 2015 roku. W utworze wokalista stara się ścieżką marzeń - podążać za głosem serca, który nakazuje mu ruszyć się z miejsca i zakończyć aktualną relację, która przynosi jedynie ból.

### Teledysk
Teledysk do utworu pojawił się przedpremierowo w serwisie wp.tv 29 maja 2017r., który ukazuje Michała podczas zagranicznych podróży wokalisty. Zaś na kanale Michalszpakvevo 7 czerwca 2017 roku w serwisie YouTube ukazał się oficjalny teledysk do piosenki, za którego reżyserię odpowiadał Janusz Tatarkiewicz, a za montaż odpowiedzialny był Miron Broda. Producentem teledysku była Agencja Artystyczno-Reklamowa As Plus Sławomira Sokołowskiego oraz J&J MusicArt LTD.

## Lista utworów
- Digital download[2]

1. „Tic Tac Clock” – 3:33